# Magyar biológiai fegyverek

## Kezdetek
A Magyar Királyi Természettudományi Társulat elnöke, Ilosvay Lajos 1927-es ünnepélyes elnöki nyitóbeszédében a jövő háborúit elemezte. Úgy vélte, hogy ezeket bakteriológiai és vegyi fegyverekkel fogják megvívni. Javasolta, hogy e lehetőségre hazánk is készüljön fel.

## Második világháború
Budapesten, a Timót utcai tüzérszertár területén 1938-ban alakult meg a Magyar Királyi Honvédség Egészségügyi Ellenőrző Állomása. Az állomás Bartos Dezső orvos-ezredes vezetésével folytatott kutató-fejlesztő tevékenységet a biológiai fegyverek és a biológiai biztonság terén. Az intézmény 9 laboratóriumból, könyvtárból és kiszolgáló épületekből állt, földsánccal és kerítéssel védve. A személyzetet 4 szakember és 2 laboráns alkotta, akik nőtlen és bentlakó dolgozók voltak. Foglalkoztak lépfene, tetanusz, paratífusz és pestis tenyésztésével, és ezeknek célba juttatási eszközeivel. Több sikertelen próbálkozást tettek, hogy kapcsolatba lépjenek a Németország hasonló intézményével – nem tudhatták, hogy akkoriban nem volt ilyen. Kapcsolatot ápoltak viszont egy hasonló olasz intézettel. Mielőtt a magyar fejlesztések a tömegtermelés szakaszába léphettek volna, az állomás Budapest bombázása során megsemmisült 1944-ben.

## Hidegháború

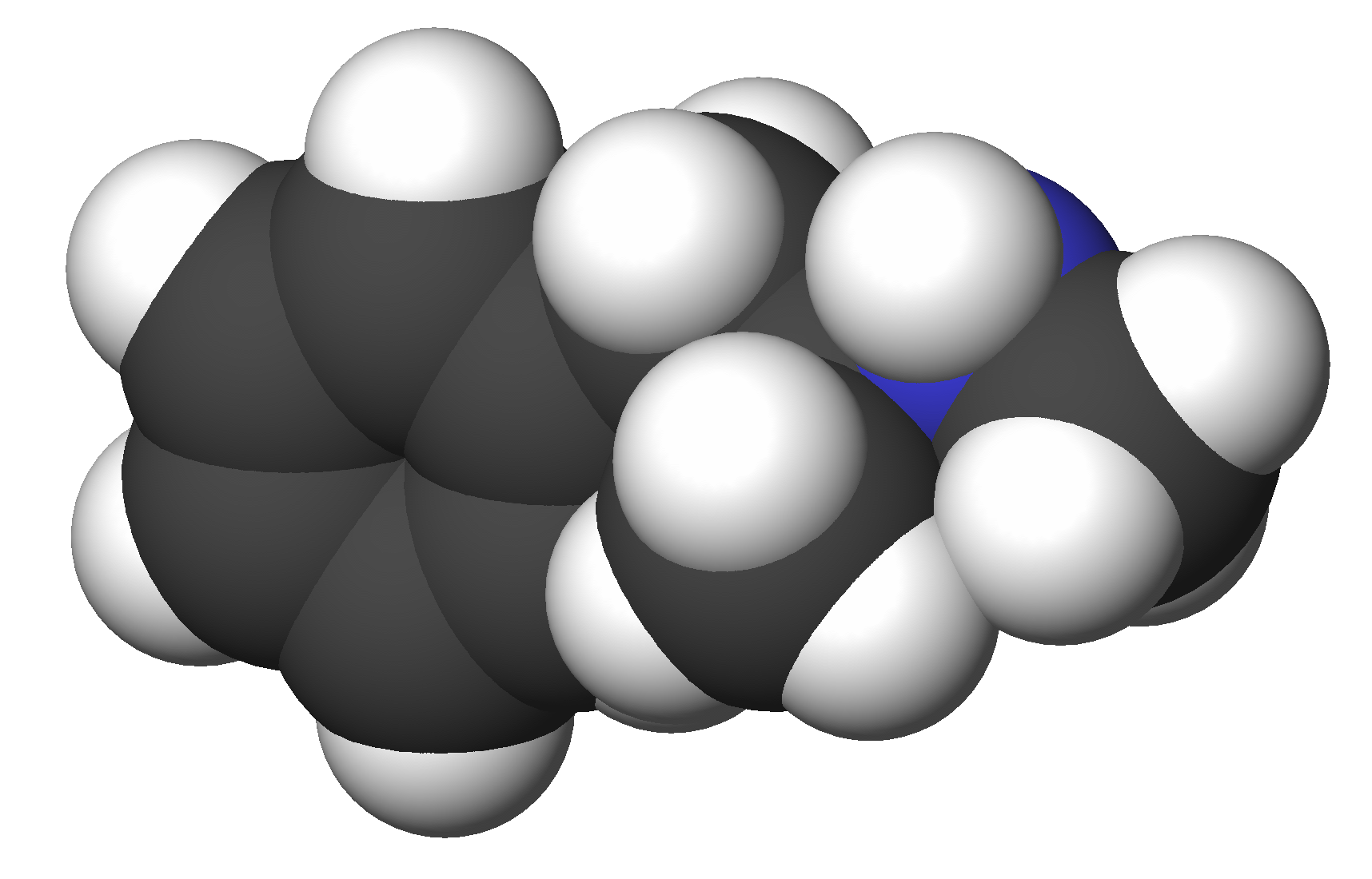
Metamfetamin: hatékony „igazság-szérum”?

Bartos professzor sok évet töltött „málenkij robot”-on a Szovjetunióban, valószínűleg anélkül, hogy elárulta volna titkait. Hazatérte után, 1955-ben különös beadványt írt Farkas Mihály belügyminiszternek. Részletezte korábbi tevékenységet, és az „imperialista fenyegetésre” tekintettel a program mielőbbi újraindítását javasolta. Nem tudhatta, hogy a Varsói Szerződésben a csatlós-államokkal szemben egyfajta íratlan szovjet moratórium tiltotta, hogy kórokozókból fegyvert fejlesszenek. A szovjetek egyszerűen nem akarták, hogy „szövetségeseik” tömegpusztító fegyverrel rendelkezzenek.
A moratórium azonban nem vonatkozott az egyes személyek ellen alkalmazható kábítószer-fegyverekre. Kábítószereket már a második világháborúban is alkalmaztak, pl. a német pilóták speciális csokoládét kaptak bevetés előtt (Panzerschokolade mit Pervitin), és a japán kamikaze pilóták harcierejét is szintén ez a szer fokozta. De az '50-es évek egy alapvetően új tudományág, a pszichofarmakológia születését hozta. A hadvezetés számára ez az emberi elme kémiai átalakításának reményét és fenyegetését jelentette. A Varsói Szerződésen katonaorvosi szolgálatai munkamegosztásban dolgoztak, és ezen belül magyar kutatási prioritás volt a kábítószer-fegyverek elleni védelem fejlesztése. Magyar kutatók metamfetamint szintetizáltak Budapesten – ezt akkoriban a hatékony „igazság-szérumnak” tartották –, hogy ellenszert fejlesszenek a depresszáns hatású szerekkel szemben. A munkát eredménytelenül zárták 1972-ben. Hasonló munka folyt ez idő tájt az USA-ban is,(MKUltra) kétséges eredményekkel mint igazságszérum.